# Lâu đài Oponice
Lâu đài Oponice (tiếng Slovakia: Oponický hrad) là tàn tích của một lâu đài tọa lạc trên mỏm phía tây của dãy núi Tribe, thuộc địa phận làng Oponice, vùng Nitra, Slovakia. Có thể đến lâu đài bằng cách đi theo bảng chỉ dẫn du lịch màu xanh lá cây từ bãi đậu xe bên phải trang viên ở làng Oponice.

## Lịch sử
Lâu đài Oponice được nhắc đến lần đầu tiên trong một văn bản có niên đại vào năm 1300. Gia tộc Čákovci được xem là những người sáng lập và chủ sở hữu đầu tiên của lâu đài. Sau khi Matúš Čák qua đời vào năm 1329, Mikuláš Gutkeled trở thành chủ sở hữu mới của lâu đài. Năm 1389, lâu đài trở thành tài sản của Dezider Kaplay. Từ năm 1392, lâu đài Oponice lại được chuyển sang quyền sở hữu của Mikuláš Ewrs, người sáng lập gia tộc Aponiov.
Quân đội Hussite đã làm hư hại lâu đài Oponice vào năm 1430. Không lâu sau đó, lâu đài được sửa chữa. Vì vậy, lâu đài có thể chống chọi được những đợt tấn công dữ dội của người Thổ Nhĩ Kỳ trong suốt thế kỷ 16 và đầu thế kỷ 17. Cuộc tranh chấp tài sản giữa hai anh em nhà Aponian kéo dài từ năm 1612 đã góp phần dẫn đến sự sụp đổ của lâu đài. Những người chủ sở hữu đã rời khỏi lâu đài vào năm 1645. Kể từ đó, lâu đài bị bỏ hoang và trở nên suy tàn.